# کلی لبروک
کلی لبروک (انگلیسی: Kelly LeBrock؛ زادهٔ ۲۴ مارس ۱۹۶۰) یک هنرپیشه، و مانکن اهل ایالات متحده آمریکا است.

## فیلم‌شناسی
از فیلم‌ها یا برنامه‌های تلویزیونی که وی در آن نقش داشته است می‌توان به زن سرخ‌پوش، جان‌سخت و به اشتباه متهم شد اشاره کرد.